# Le Peyrat
Le Peyrat è un comune francese di 486 abitanti situato nel dipartimento dell'Ariège nella regione dell'Occitania.

## Società

### Evoluzione demografica
Abitanti censiti